# Mechanika konstrukcji
Mechanika konstrukcji - ogólna nazwa dyscypliny naukowej, na którą składają dwie dziedziny:
- mechanika maszyn, urządzeń i pojazdów oraz
- mechanika konstrukcji budowlanych (mechanika budowli) - obejmująca w szczególności ich statykę[1], dynamikę[2] i stateczność[3].